# Erwin Kruppa
Erwin Kruppa (* 11. August 1885 in Biala-Bielitz, Österreich-Ungarn; † 26. Januar 1967 in Wien) war ein österreichischer Mathematiker.

## Leben
Kruppa studierte zunächst Bauingenieurwesen (I. Staatsprüfung 1905), erkannte aber bald seine Liebe zur Mathematik. Die letzten vier Semester verbrachte er an der Universität Wien und der Technischen Hochschule Wien, wo ihn Gustav von Escherich, Franz Mertens, Wilhelm Wirtinger, Gustav Kohn und vor allem Emil Müller beeinflussten. 1907 legte er die Lehramtsprüfung für Mathematik und Darstellende Geometrie ab.
1911 habilitierte er sich an der Universität Czernowitz, nachdem er kurz zuvor an der Technischen Hochschule Graz sein Doktorat Zur achsonometrischen Methode der Darstellenden Geometrie bei Hans Hahn abgeschlossen hat. Im Jahr 1921 kam er zunächst als Extraordinarius an die Technische Hochschule Wien, wo er in Folge zum Ordinarius aufstieg. Im Jahre 1929 übernahm er die I. Lehrkanzel für Darstellende Geometrie als Nachfolger von Emil Müller. Kruppa beantragte am 2. September 1940 die Aufnahme in die NSDAP und wurde zum 1. Oktober desselben Jahres aufgenommen (Mitgliedsnummer 8.450.512). Er war 1945 aufgrund seiner Parteimitgliedschaft registrierungspflichtig.
1953/54 war er Rektor der Technischen Hochschule Wien, zwischen 1957 und 1960 war er Vizepräsident der Österreichischen Akademie der Wissenschaften.

## Schriften
- Analytische und konstruktive Differentialgeometrie. Springer-Verlag, Wien, 1957.
- mit Emil Müller, Lehrbuch der darstellenden Geometrie. 5te, ergänzte Aufl. Springer-Verlag, Wien, 1948.